# 2014 UZ224
2014 UZ224, também escrito como 2014 UZ224 e apelidado pelos descobridores de "DeeDee" para "Distant Dwarf", é um objeto transnetuniano que está localizado no disco disperso, uma região do Sistema Solar. Ele possui uma magnitude absoluta de 3,5 e tem um diâmetro estimado de 635+65
−72 km. O astrônomo Mike Brown lista este objeto em sua página na internet como um candidato a possível planeta anão.

## Descoberta
2014 UZ224 foi descoberto em 19 de agosto de 2014 pelo DECam. Sua descoberta foi anunciada em 11 de outubro de 2016.

## Órbita
A órbita de 2014 UZ224 tem uma excentricidade de 0,651 e possui um semieixo maior de 108,778 UA. O seu periélio leva o mesmo a uma distância de 37,913 UA em relação ao Sol e seu afélio a 179,643 UA.